# Бад Гандерсхайм
Бад Гандерсхайм (на немски: Bad Gandersheim) е град в Долна Саксония, Германия с 9963 жители (към 31 декември 2012).
На ок. 10 км източно от града започва планината Харц.
През 852 г. саксонският херцог Лиудолф основава манастирът Гандерсхайм, където са погребани ранните Лиудолфинги. Хросвита Гандерсхаймска († сл. 973), първата немска поетеса, е абатиса на манастира. Градът се нарича също на нея Розвитащат(Roswithastadt).
През 1878 г. в Гандерсхайм откриват солни бани.